# Ellagsav
Az ellagsav sárgás színű, íztelen és szagtalan kristályos por. Fényre nem érzékeny, olíva színű krómlakkot képez. A természetben a gubacsban, a bezoárkőben(en), a gránátalmában, bogyós gyümölcsökben (málna, szeder, eper) és magokban (dió, pisztácia, kesudió) fordul elő. Sok cserzőanyag alkotórésze.
Erős kazein kináz 2(en) gátló, ezáltal hatékony antioxidáns és antimutagén. Sejtburjánzás elleni hatása van: gátolja bizonyos rákkeltő anyagok miatt kialakult daganatok növekedését. Gátolja a két topoizomerázt(en), a protein kináz C-t(en), a glutation S-transferázt(en) és számos más enzimet is. Hátránya, hogy alacsony a biohasznosíthatósága (a hámsejtekben koncentrálódik, kis mennyiségben jut a vérkeringésbe) és rövid a felezési ideje. A kevés vérkeringésbe jutó ellagsav a bélben punikalaginból(en) keletkezik hidrolízis során.
Galluszsav mérsékelt oxidációjával állítható elő.
Felhasználás: pácfesték, béladsztringens, hemosztiptikum. Rák ellen hatástalan.
Dél-koreai kutatók kimutatták, hogy védi a bőrt az UV-B sugárzás ellen.